# Complejo volcánico Caburgua-Huelemolle
El Complejo volcánico Caburgua-Huelemolle consiste en cinco grupos de conos de escoria, concretamente  son los volcanes de Caburgua, La Barda, Huelemolle, Relicura y Cordillera Cañi, y tres volcanes con un solo cono, a saber, Volcán Cañi, Volcán Redondo y Volcán San Jorge. Dado que no existe erosión glacial en los conos, todos se crearon después de la última glaciación. Solo la edad del Volcán Huelemolle ha sido determinada mediante datación con Carbono-14 en al menos 9000 años.

Los volcanes de Caburgua son un grupo formado por 5 conos piroclásticos localizados en el lado suroeste del lago Caburgua; mientras que La Barda son tres conos en el lado sureste del mismo. La lava de los volcanes mencionados contribuyó a represar los efluentes de dicho lago.
El Huelemolle es un grupo de tres conos de escoria entre los ríos Liucura y Trancura.
El Relicura es un grupo de cinco conos.
La Cordillera Cañi contiene dos conos. En se menciona el volcán Pichares, que correspondería a uno de estos conos.